# ソウル鐘路警察署
ソウル鐘路警察署（ソウルチョンノけいさつしょ）は、ソウル地方警察庁所管の警察署である。

## 管轄区域
- 鐘路区の一部

## 沿革
- 1945年10月21日 - 国立警察設置とともに鐘路警察署として開所
- 2001年12月27日 - ソウル鐘路警察署に名称変更
- 2006年3月1日 - ソウル恵化警察署に1治安センターを移管、ソウル西大門警察署から1地区隊、2治安センターを編入

## 組織
- 署長（総警）
- 聴聞監査官
- 警務課
  - 警務係
  - 経理係
  - 情報通信係
- 生活安全課
- 捜査課
  - 捜査支援チーム
  - 捜査チーム
  - 知能犯罪捜査チーム
- 刑事課
  - 刑事支援チーム
  - 刑事チーム
  - 強力チーム
  - 行方不明の捜査チーム
- 交通課
  - 交通管理係
  - 交通捜査係
  - 交通安全係
- 警備課
- 情報課
  - 情報1係
  - 情報2係
- 保安課
  - 保安係
  - 外事係

## 管轄派出所
- 洗剣亭派出所
- 観水派出所
- 鐘路2街派出所
- 平倉派出所
- 三清派出所
- 通義派出所
- 清雲派出所
- 玉仁派出所
- 橋南派出所
- 世宗路派出所
- 新聞路派出所
- 社稷派出所
- 清進派出所